# Proserpine (Schiff, 1777)
Die Proserpine, auch HMS Proserpine, war eine 28-Kanonen-Fregatte 6. Ranges der Enterprise-Klasse der britischen Marine, die von 1777 bis 1799 in Dienst stand.

## Geschichte
Die Proserpine wurde 1777 unter dem Kommando von Kapitän Evelyn Sutton beauftragt und im selben Jahr in Dienst gestellt.

## Strandung
Am Montag, dem 28. Januar 1799, brach die Proserpine unter dem Kommando von Kapitän Wallis von Yarmouth nach Cuxhaven auf. Unter anderem befand sich Thomas Grenville an Bord, der während des Zweiten Koalitionskriegs in wichtiger diplomatischer Mission auf dem Weg nach Berlin zu Friedrich Wilhelm III. war. Nach der Aufnahme eines Lotsen bei Helgoland nahm sie am Donnerstag Kurs auf die Elbmündung, wo sie am Freitagmorgen, dem 1. Februar 1799, bei starkem Wind und Eisgang auf das Scharhörn-Riff lief. Versuche, das Schiff frei zu bekommen scheiterten und Grenville schlug vor, über das Eis auf die sechs Meilen entfernte Insel Neuwerk zu evakuieren. Am Samstagnachmittag verließ der letzte Trupp das Schiff und erreichte die Insel noch am selben Tag. Hierbei starben 14 der 187 Personen, die an Bord waren, darunter eine Frau und ein Kind.
Thomas Grenville und seine mitreisenden Beamte wurden von den Neuwerkern am 6. Februar nach Cuxhaven gebracht und reisten über Hamburg nach Berlin weiter. In den folgenden Tagen wurde das inzwischen zerbrochene Wrack mehrfach aufgesucht, um Brot zu bergen. Dabei wurde eine Gruppe von fünf Besatzungsmitgliedern am 10. Februar 1799 von der Flut überrascht und musste eine Nacht im Wrack verbringen. Das folgende Hochwasser und der Eisgang lösten das zerquetschte Schiff vom Grund. Das dichte Eis hielt die Überreste des Schiffs aber so weit zusammen, dass es ein paar Tage später vor Baltrum erneut strandete und sich die Gruppe retten konnte. Das Wrack verblieb bei Baltrum und wurde trotz Protest geplündert.